# جايوس أسينيوس بوليو
جايوس أسينيوس بوليو (75 ق م – 5 ميلادية) ، كان جندي وسياسي وخطيب وشاعر وكاتب مسرحي وناقد أدبي ومؤرخ روماني . لم يصل إلينا ما كتبه إلا ما اقتبسه عنه المؤرخين أبيان وفلوطرخس. كان بوليو أشهر رعاة فيرجيل وصديق هوراس وكانت لهم قصائد مخصصة له من قبلهما. كان مواليا ليوليوس قيصر وماركوس أنطونيوس وشارك في الحروب الأهلية وقتها. من غنائم الحرب شيد بوليو أول مكتبة عامة في روما في قاعة الحرية (Atrium Libertatis) وكان تحت إشرافه التي تزين مع تماثيل الأبطال الأكثر شهرة. المكتبة كان عندها أجنحة يونانية و لاتينية، وبحسب ما ورد تم أقامتا بعد وفاة قيصر وكانت من وصاياه.